# Raschid Gibjatowitsch Neschmetdinow

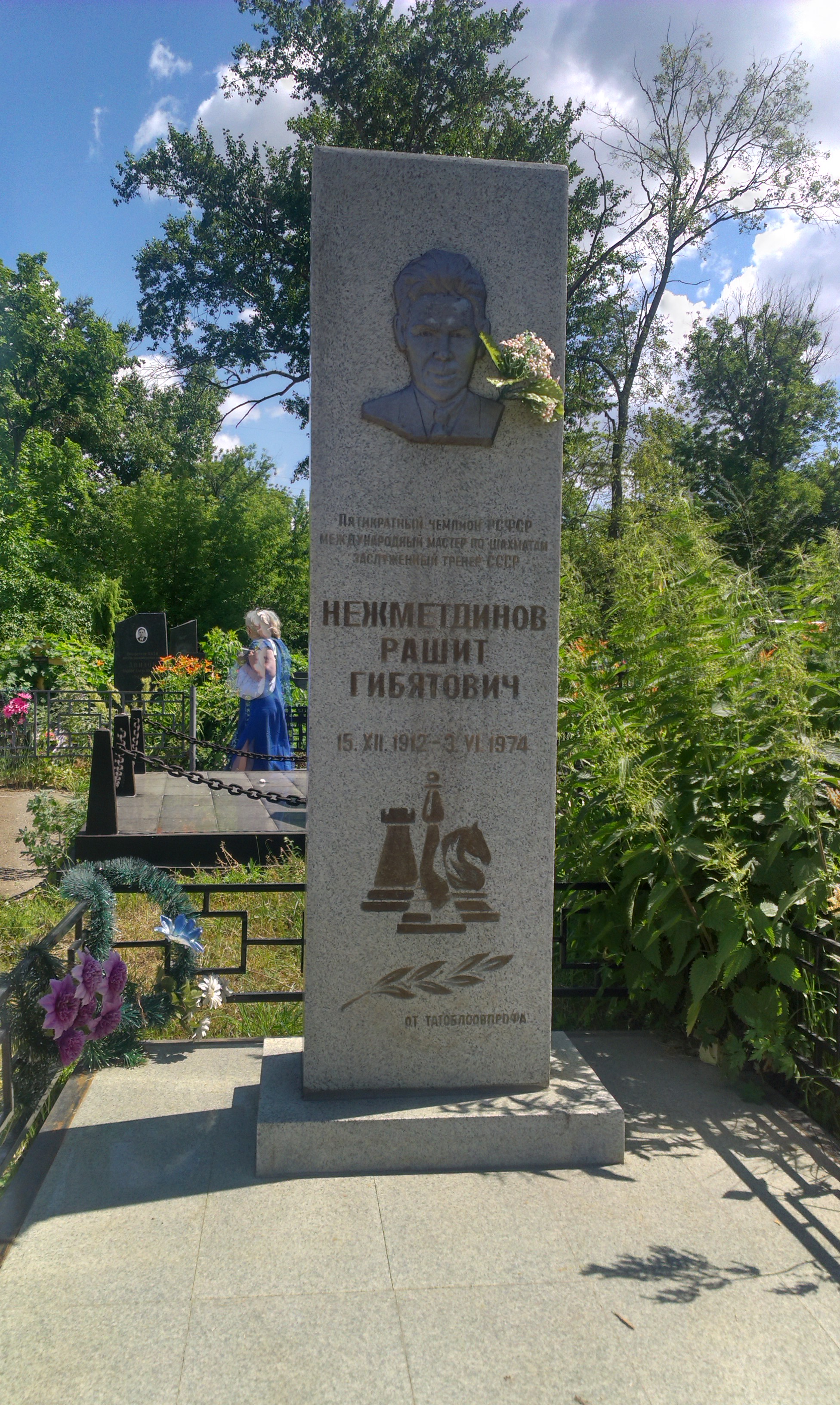
Neschmetdinows Grabstein (2015)

Raschid Gibjatowitsch Neschmetdinow (russisch Рашид Гибятович Нежметдинов, oft in englischer Transkription Rashid Nezhmetdinov; * 15. Dezember 1912 in Aktjubinsk; † 3. Juni 1974 in Kasan) war ein sowjetischer Schach- und Damespieler. Er war Internationaler Meister im Schach (1954) und Meister des Sports der UdSSR im Damespiel (1950).

## Leben
Die Eltern von Neschmetdinow waren Bauern. Nachdem sie früh verstorben waren, musste ein Bruder von Raschid für die Familie sorgen. Sie zogen nach Kasan. Aufgrund der Wirren und wirtschaftlichen Not nach der russischen Oktoberrevolution litt die elternlose Familie unter großer Armut.
Die Regeln des Schachspiels erlernte Raschid als Kind, als er im Schachklub Partien beobachtete. Er war in der Lage, die Spieler auf Anhieb zu besiegen. Im Jahre 1927 gewann er im Turnier der Kasaner Pioniere sämtliche fünfzehn Partien. Im selben Jahr erlernte er das Damespiel. Nur einen Monat später gewann er das Halbfinalturnier der Damemeisterschaften von Kasan. Im Finale wurde er Zweiter und Sechster bei der russischen Meisterschaft im Damespiel desselben Jahres.
Nach dem Ende seines Studiums im Jahr 1940 wurde Neschmetdinow zur Armee eingezogen. Anfang 1941 siegte er bei der Meisterschaft des Transbaikalischen Militärbezirkes und konnte erst 1946 wieder an Schachturnieren teilnehmen.
Bei der Vorausscheidung zur sowjetischen Damemeisterschaft im Jahre 1949 war er zunächst nur als Zuschauer anwesend. Nachdem ein Spieler vom Turnier zurückgetreten war, nahm Neschmetdinow seinen Platz ein und blieb mit 12 Zählern aus 16 ungeschlagen. Im nächsten Jahr wurde er russischer Schachmeister.
Neschmetdinow wurde insgesamt fünfmal Schachmeister der Russischen Unionsrepublik. Er nahm an mehreren Meisterschaften der UdSSR teil und konnte dort als bestes Ergebnis im Jahre 1954 einen 7. Platz erreichen. Ihm gelangen Siege gegen Weltklassespieler wie Michail Tal, Boris Spasski, Lew Polugajewski und Efim Geller. Für den September 1954 wurde als seine beste historische Elo-Zahl 2660 bestimmt.
Er galt als besonders talentierter Kombinationsspieler. Häufig brachte er überraschende Materialopfer. Infolgedessen wurde er als Trainer von Michail Tal für dessen Weltmeisterschaftskampf gegen Michail Botwinnik engagiert. Im Jahr 1962 wurde ihm der Titel Verdienter Trainer der UdSSR verliehen. Botwinnik sagte über ihn: „Niemand versteht Kombinationen so wie Neschmetdinow.“

## Partiebeispiel
|   | a | b | c | d | e | f | g | h |   |
| 8 |   |   |   |   |   |   |   |   | 8 |
| 7 |   |   |   |   |   |   |   |   | 7 |
| 6 |   |   |   |   |   |   |   |   | 6 |
| 5 |   |   |   |   |   |   |   |   | 5 |
| 4 |   |   |   |   |   |   |   |   | 4 |
| 3 |   |   |   |   |   |   |   |   | 3 |
| 2 |   |   |   |   |   |   |   |   | 2 |
| 1 |   |   |   |   |   |   |   |   | 1 |
|   | a | b | c | d | e | f | g | h |   |

Eine seiner bekanntesten Partien gewann Neschmetdinow 1958 in Sotschi mit den schwarzen Steinen gegen Lew Polugajewski.
Polugajewski-Neschmetdinow 0:1
Sotschi, Juni 1958
Altindische Verteidigung, A54
1. d4 Sf6 2. c4 d6 3. Sc3 e5 4. e4 exd4 5. Dxd4 Sc6 6. Dd2 g6 7. b3 Lg7 8. Lb2 0–0 9. Ld3 Sg4 10. Sge2 Dh4 11. Sg3 Sge5 12. 0–0 f5 13. f3 Lh6 14. Dd1 f4 15. Sge2 g5 16. Sd5 g4 17. g3 fxg3 18. hxg3 Dh3 19. f4 Le6 20. Lc2 Tf7 21. Kf2 Dh2+ 22. Ke3 Lxd5 23. cxd5 Sb4 24. Th1 Diagramm Txf4 Ein spektakuläres Damenopfer 25. Txh2 Tf3+ 26. Kd4 Lg7 Droht matt durch 27. … b5 und 28. … Sec6 27. a4 c5+ 28. dxc6 bxc6 29. Ld3 Sexd3+ 30. Kc4 d5+ 31. exd5 cxd5+ 32. Kb5 Tb8+ 33. Ka5 Sc6+ 0:1

## Werke
- Izbrannye partii, Kasan 1960; englische Ausgabe: Nezhmetdinov's Best Games of Chess, Edition Caissa 2000, ISBN 0-939433-55-9.